# Schizophasie
Schizophasie bezeichnet als Terminus aus der Psychiatrie einen gestörten Sprachgebrauch bzw. eine Sprachstörung von Schizophrenen.
Der Begriff wurde 1915 von Emil Kraepelin eingeführt für eine unverständliche Sprachproduktion mit eigenen syntaktischen Regeln, bei der allerdings ein Satzcharakter erhalten geblieben ist. In der heutigen Psychopathologie wird die Schizophasie auch mit Begriffen wie „Parasyntax“, „Paragrammatismus“ und „Inkohärenz“ in Verbindung gebracht. Abgegrenzt wird sie dabei von anderen unverständlichen Formen des Sprachgebrauchs schizophrener Patienten wie Paraphasie (Vorbeireden), der Verwendung von selbsterfundenen Neologismen oder Kryptolalie (Privatsprache).
Die Begriffsverwendung ist allerdings uneinheitlich. So gilt im Rahmen der Patholinguistik eine fehlerhafte Neologismen-Bildung – neben Echolalie, Verbigeration, Wortsalat und Glossolalie – auch als eine Ausformung der Schizophasie.